# Babie lato (meteorologia)

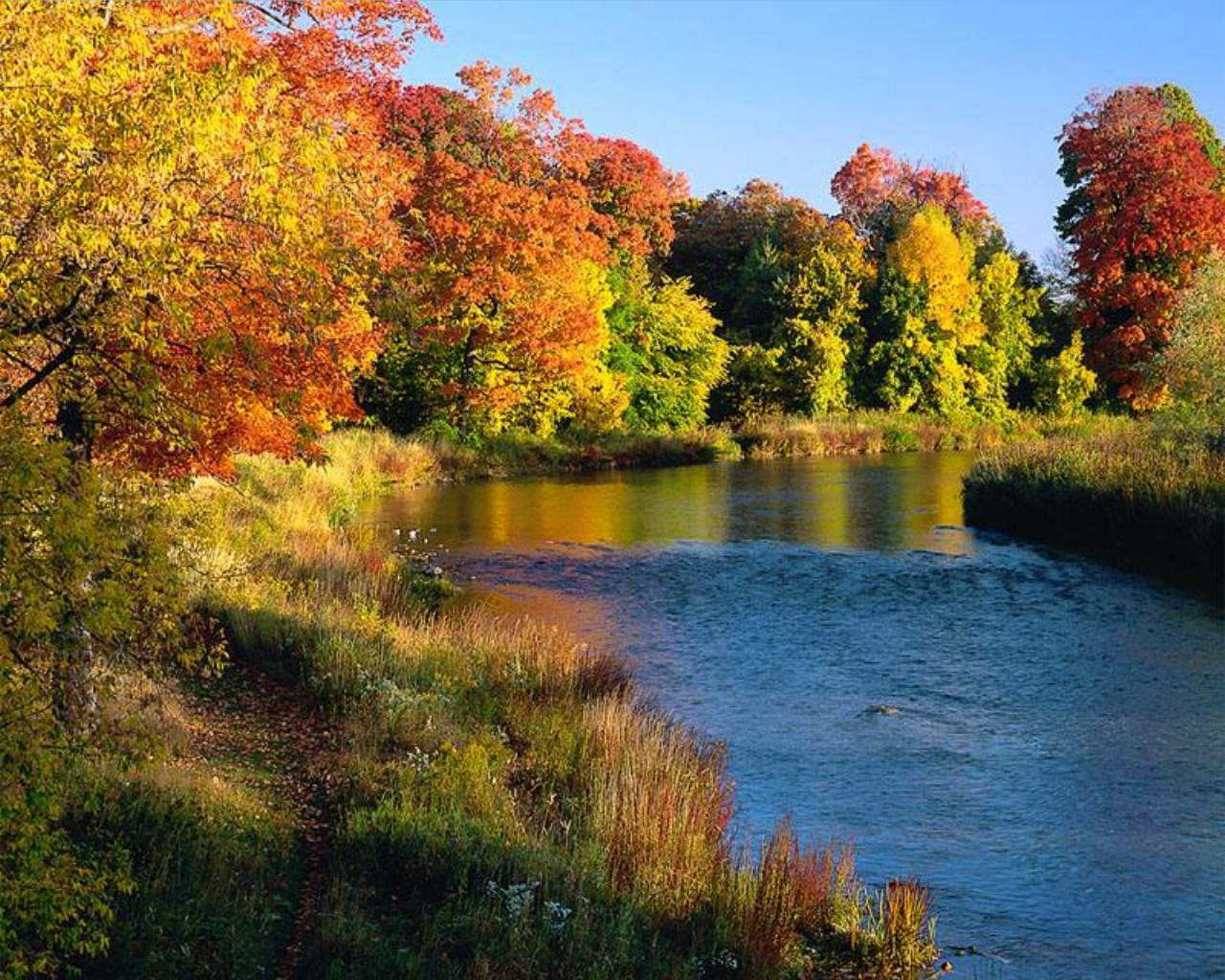
Babie lato

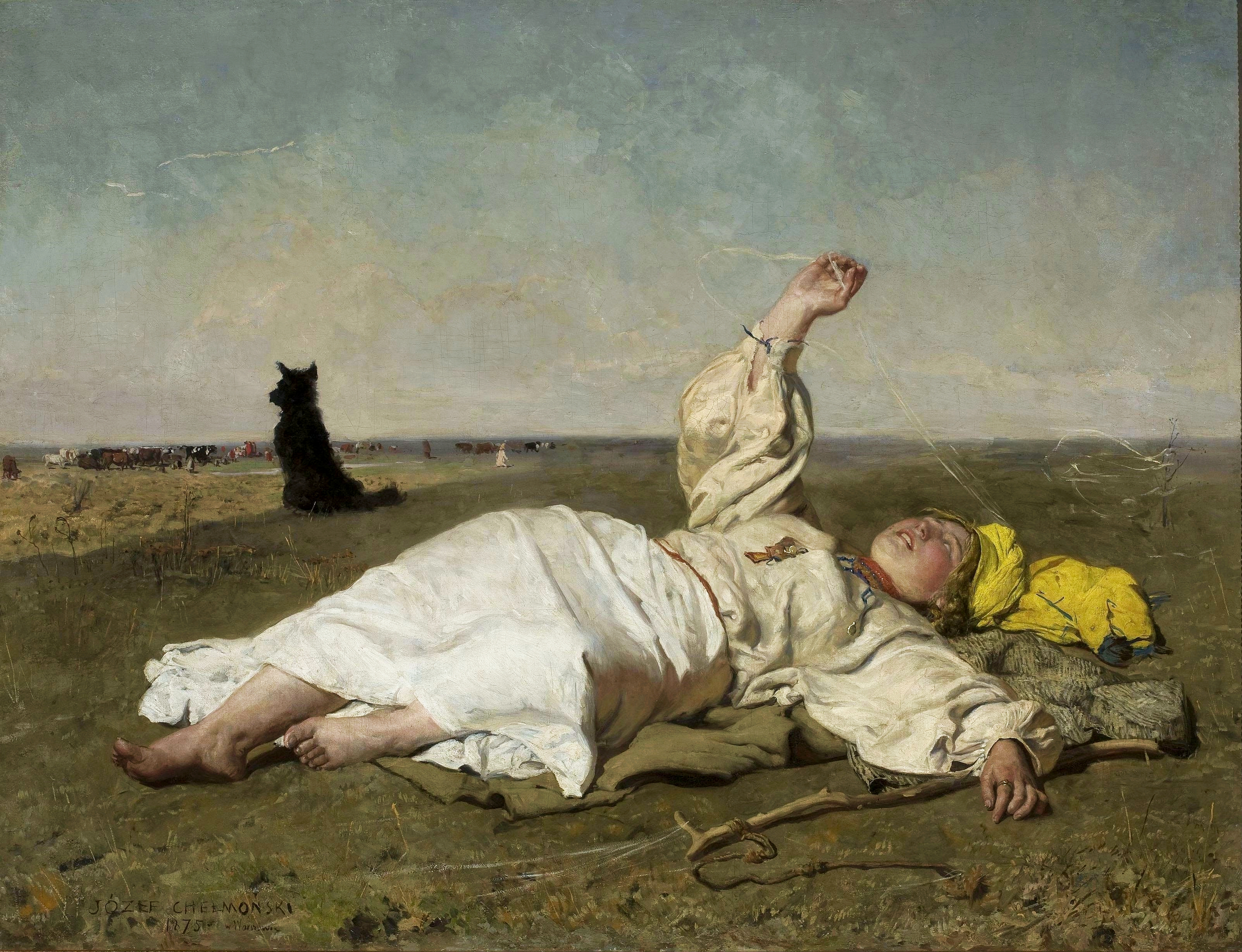
„Babie lato” – obraz Józefa Chełmońskiego z 1875 roku (Muzeum Narodowe w Warszawie)

Babie lato, złota polska jesień – jesienny okres słonecznej i ciepłej pogody w czasie utrzymywania się układu wyżowego.
Jest skutkiem ogólnego uspokojenia atmosfery półkuli północnej w okolicach równonocy jesiennej z powodu stosunkowo małych kontrastów termicznych między południem, które już nie jest tak usłonecznione, a północą, która nie zdążyła się jeszcze wychłodzić. Dodatkowym czynnikiem stabilizującym jest nagrzany w okresie letnim ocean.
Na kształtowanie się „babiego lata” na terenie środkowo-wschodniej Europy (w tym Polski) oraz południowej Azji, decydujący wpływ ma Wyż Południowoazjatycki (czasem Wschodnioeuropejski), słabnący w okresie zimowym.
W Ameryce Północnej tę porę roku nazywa się Indian summer i przypada ona na październik lub wczesny listopad. W Szwecji mówi się o Brittsommar – tam przypada ona na październik. W Niemczech babie lato przypada najczęściej na wrzesień i nazywa się Altweibersommer („babie lato”), nazwa wywodzi się ze staroniemieckiego i dotyczy okresu masowego tkania nici przez pająki w celu zasiedlania nowych siedlisk, lub po prostu Spätsommer („późne lato”).